# Roman (Korněv)
Roman (světským jménem: Andrej Vasiljevič Korněv; * 6. prosince 1972, Belovo) je ruský duchovní Ruské pravoslavné církve a biskup rubcovský a alejský.

## Život
Narodil se 6. prosince 1972 v Belovu.
Po střední škole nastoupil na Altajský polytechnický institut.
Roku 1991 byl pokřtěn a následující rok nastoupil do povinné vojenské služby. Po studiu a vojenské službě se stal ponomarem Pokrovského katedrálního chrámu v Barnaulu.
Roku 1999 nastoupil na Barnaulské duchovní učiliště. Dne 13. října byl postřižen na monacha se jménem Roman na počest svatého Romana Sladkopěvce. O den později jej biskup barnaulský a altajský Antonij (Masendyč) rukopoložil na jerodiákona a 17. října na jeromonacha.
Sloužil jako sakristan katedrálního chrámu, byl členem eparchiální rady a zpovědníkem duchovního učiliště.
Roku 2002 byl poslán do monastýru Kazaňské ikony Matky Boží v Korobejnikově. Roku 2004 se stal představeným monastýru.
Roku 2010 byl zvolen členem eparchiálního soudu.
Dne 22. dubna 2011 mu bylo uděleno právo nosit epigonation a 11. listopadu byl povýšen na igumena.
Roku 2012 dokončil Barnaulský duchovní seminář a nastoupil na Moskevskou duchovní akademii.
Dne 16. července 2013 jej Svatý synod zvolil biskupem rubcovským a vikářem barnaulské eparchie. Dne 15. srpna byl povýšen na archimandritu a následující den oficiálně jmenován biskupem.
Dne 29. září 2013 proběhla jeho biskupská chirotonie. Hlavním světitelem byl patriarcha moskevský a celé Rusi Kirill.
Dne 5. května 2015 byl ustanoven biskupem nové rubcovské eparchie.